# Кокпектысай
Кокпектысай — река в России, протекает по Оренбургской области. Правая составляющая Тобола. Длина реки — 37 км, площадь водосбора 682 км². В 13 км от устья по правому берегу впадает Сасыксай.

## Данные водного реестра
По данным государственного водного реестра России относится к Иртышскому бассейновому округу, водохозяйственный участок реки — Тобол от истока до впадения реки Уй, без реки Увелька, речной подбассейн реки — Тобол. Речной бассейн реки — Иртыш.
Код объекта в государственном водном реестре — 14010500212111200000058.